# Locomotiva FS 675
Le locomotive FS 675 erano locomotive a vapore con tender per treni viaggiatori a 3 assi motori accoppiati e carrello biassiale anteriore portante di costruzione tedesca.

## Storia

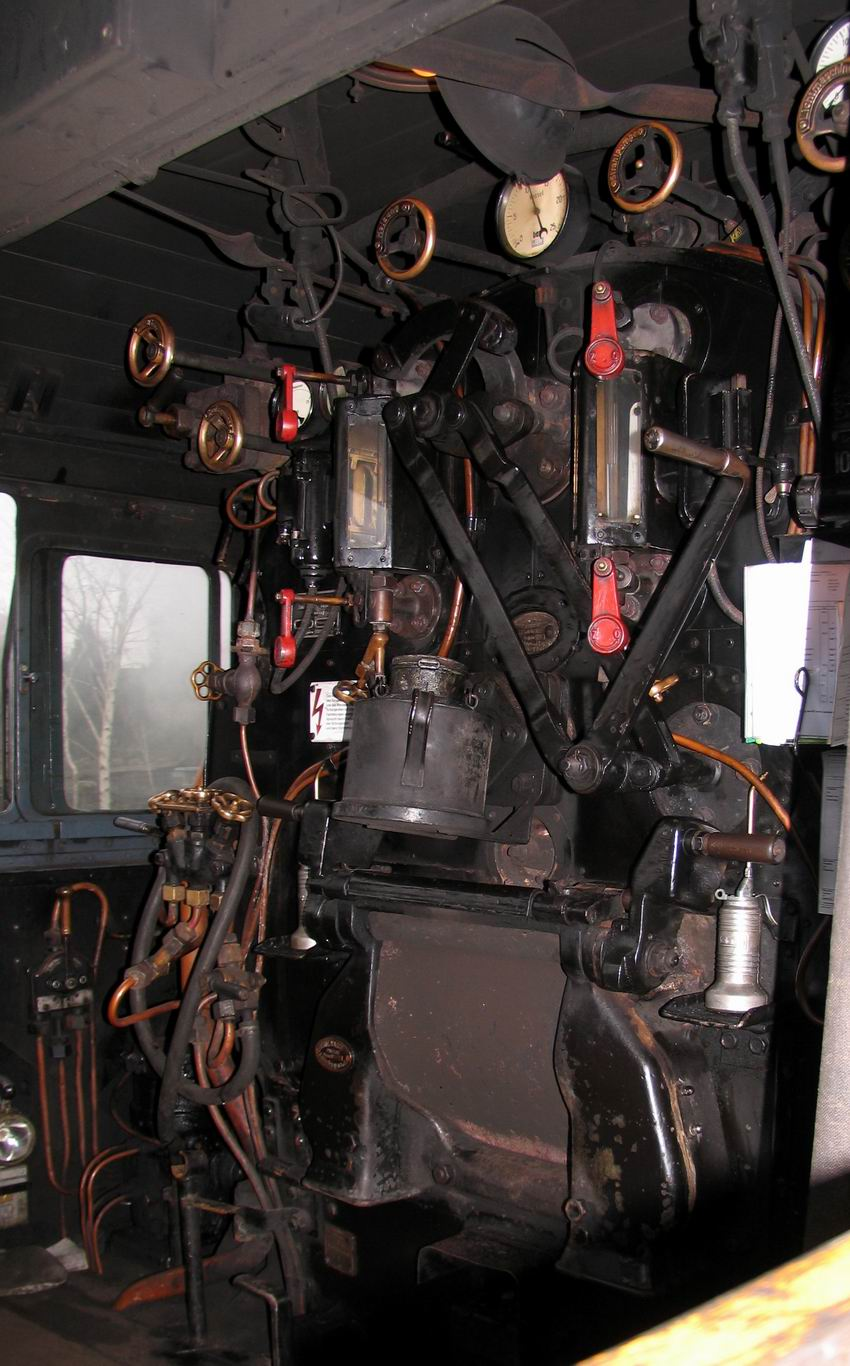
Vista della cabina di guida delle FS 675

Le origini progettuali della locomotiva del gruppo 675 affondano le loro radici nell'ottimo progetto di locomotiva prussiana P 8 elaborato nel 1905 in Germania da Robert Garbe.
Le consegne delle P 8 iniziarono nel 1906 e raggiunsero la notevole cifra di 3556 esemplari; vennero costruite in seguito, fino al 1930, anche su licenza raggiungendo la quota di circa 4000 unità.
Il gruppo di 25 locomotive, che in Italia furono denominate "675", giunse a seguito del Trattato di Versailles, dopo la conclusione della prima guerra mondiale, tra il 1919 e il 1922; erano state costruite tra il 1908 e il 1918. Non furono "preda bellica" come qualche volta si sente dire ma rimasero come ripartizione esistente già nei territori annessi del Trentino, Alto Adige e Venezia Giulia. Nonostante la loro validità non ebbero molto successo nelle FS a causa del loro peso assiale elevato, oltre 17 t x asse, che ne limitava fortemente l'utilizzazione alle linee Firenze-Roma, Orte-Foligno e Firenze-Pisa a causa delle obsolete linee ferroviarie.
Dopo il 1927 venne gradualmente sostituita la caldaia originaria con quella unificata adatta anche ai gruppi 460, 687 e 688. Nel 1928 venne sperimentata, sulla 675.022 (ex P 8 2504-Halle di costruzione Schwartzkopff, 1918) la frenatura a repressione. All'inizio degli anni trenta tutte le locomotive vennero concentrate al Deposito locomotive di Firenze. Nel 1935 iniziarono gli accantonamenti e tra 1938 e 1940 le demolizioni.

## Caratteristiche
Le locomotive, a due cilindri motori, erano a vapore surriscaldato e semplice espansione; montavano il surriscaldatore di tipo Schmidt e un preriscaldatore d'acqua tipo Knorr. La caldaia era tarata a 12 bar di pressione ed aveva una produzione oraria di vapore di 7.800 kg ad una temperatura di 360 gradi centigradi. La locomotiva sviluppava la potenza effettiva al cerchione di 1.050 CV. Era dotata di ruote motrici di diametro 1750 mm che le permettevano di raggiungere la velocità di 100 km/h. Per migliorare l'inscrizione in curva, dato il notevole passo rigido di 4.580 mm, il bordino dell'asse motore centrale era ridotto. Il loro "tallone d'Achille" fu per le ferrovie italiane l'elevata massa per asse, dato che non erano molte le linee atte a supportare oltre 17,5 t per asse; gli assi motori accoppiati erano gravati infatti di 16,6 t sul primo asse, 17,7 t sul secondo (al quale giungeva la biella motrice) e 17,3 t sul terzo asse. Il carrello anteriore supportava 13,2 t sul primo asse e 13,4 t sul secondo.
Alle locomotive era agganciato un tender, a carrelli, che trasportava 7.000 kg di carbone e 21.500 litri di acqua.